# Стары-Дзежгонь (гмина)
Стары-Дзежгонь (пол. Stary Dzierzgoń) — сельская гмина (волость) в Польше, входит как административная единица в Штумский повет, Поморское воеводство. Население — 4087 человек (на 2004 год).

## Демография
| Перепись                       | Всего   | Всего | Женщины | Женщины | Мужчины | Мужчины |
| ------------------------------ | ------- | ----- | ------- | ------- | ------- | ------- |
| Единицы                        | человек | %     | человек | %       | человек | %       |
| Население                      | 4087    | 100   | 2057    | 50,3    | 2030    | 49,7    |
| Плотность населения (чел./км²) | 22      | 22    | 11,1    | 11,1    | 10,9    | 10,9    |

## Соседние гмины
1. Гмина Дзежгонь
2. Гмина Малдыты
3. Гмина Миколайки-Поморске
4. Гмина Прабуты
5. Гмина Рыхлики
6. Гмина Суш
7. Гмина Залево